# E l'eco rispose
E l'eco rispose (And the Mountains Echoed) è il terzo romanzo dello scrittore statunitense di origine afghana Khaled Hosseini, portato al successo tramite i suoi best seller Il cacciatore di aquiloni e Mille splendidi soli. Pubblicato da edizioni Piemme, è stato tradotto dall'inglese da Isabella Vaj nel 2013.

## Trama
Il racconto ha inizio nell'autunno del 1952, nel piccolo villaggio afghano di Shadbagh. Qui risiedono i due bambini protagonisti della storia, Abdullah, di dieci anni, e Pari, la sua sorellina di tre anni. Orfani di madre, crescono in grande povertà, accuditi dal padre, Sabur, e dalla matrigna, Parwana, e in compagnia del fratellastro, Iqbal. Tra loro vi è un amore fuori dal comune che li lega molto. Questo loro legame è destinato a rompersi. Infatti, un giorno Sabur, con il pretesto dell'aver trovato un lavoro, lascia il villaggio per accompagnare la figlia Pari a Kabul. Al viaggio, nonostante la contrarietà del padre, si unisce Abdullah. Una volta giunti a Kabul vengono ospitati dallo zio Nabi, fratello di Parwana, che lavora come autista e maggiordomo presso la ricca famiglia Wahdati. È in questo momento che Abdullah capisce che sta per avvenire qualcosa di tragico: la sorellina Pari viene infatti venduta ai coniugi Wahdati per realizzare in desiderio della signora Nila di avere una figlia, in cambio di un grande contributo economico. Abdullah si trova costretto ad accettare la decisione del padre, anche se non riuscirà mai a perdonarlo.
Nila è una giovane poetessa dalle idee progressiste, che fuma sigarette in pubblico, ascolta jazz ed esprime liberamente le sue opinioni, dunque una persona molto libera. Con l'inizio della lunga guerra russo-afghana lei e Pari si trovano costrette a lasciare l'Afghanistan e trasferirsi in Europa, a Parigi. Con la guerra Kabul cade in rovina e alla fine del conflitto molti stranieri corrono in aiuto. Tra questi vi è, per esempio, il chirurgo plastico greco Markos Varvaris, che vi si reca nel 2002 e che affitta la casa ereditata dall'ormai vecchio Nabi dopo la morte del suo padrone, il signor Wahdati.
Un'altra persona che interviene come volontaria dopo la guerra è l'infermiera bosniaca Amra Ademovic, che assiste i feriti all'ospedale Wazir Akbar Khan, risiedente anche lei nella casa di Nabi, insieme a Markos e ad altri medici dell'équipe di volontariato. Dopo la guerra giungono a Kabul anche persone che, emigrate, tornano per riappropriarsi di ciò che è rimasto dei loro beni. Tra questi, i due cugini Idris e Timur, che erano emigrati in California, a San José, negli anni ottanta e che nel 2003 fanno ritorno nella loro città. Timur ora è un immobiliarista e Idris un medico. Quest'ultimo si dimostra molto disponibile ad aiutare i bisognosi, in particolare Roshi, una ragazzina deturpata dallo zio con un colpo di ascia alla testa. Conclusi i loro affari, i due cugini fanno ritorno a San José, dove ricompare uno dei protagonisti, Abdullah, che evidentemente era fuggito anche lui dalla guerra. Ora lavora in un ristorante afghano, l'Abe's Kabob House, e vive con la moglie Sultana e con la figlia, Pari, chiamata così in ricordo della sorellina, da tanto tempo lontana da lui.
Relativamente alla guerra si descrivono anche i cambiamenti avvenuti nel piccolo villaggio di Shadbagh, con cui si è aperto il romanzo. Dopo la guerra a provvedere al risanamento del villaggio vi è un ex comandante che, avendone la possibilità, finanzia e progetta molte costruzioni e aiuta i più poveri. Tra questi vi è anche Iqbal, ormai vecchio e malandato, sempre accompagnato dal figlio, Gholam, che era fuggito in Pakistan durante la guerra ed ora è ritornato a Shadbagh con l'intenzione di riappropriarsi dei suoi terreni. Viene però respinto dal comandante, poiché ha costruito la sua grande villa proprio sui suoi terreni e non intende restituirglieli. Un giorno, però, Iqbal viene assassinato dalle guardie del corpo dell'ex comandante.
Il romanzo si chiude con l'incontro delle due Pari. La sorella di Abdullah, cresciuta ed invecchiata in Francia, a Parigi, ora è sposata ed ha tre figli. La figlia di Abdullah, invece, ha dedicato tutti gli anni della sua vita trascorsi fino a quel momento per assistere i genitori: prima la madre, Sultana, colpita da un tumore alle ovaie che l'ha portata alla morte, e poi il padre, colpito da un ictus. Così, Pari rivede dopo molto tempo il fratello, di cui è venuta a sapere grazie ad una lettera rivelatoria di Nabi. Abdullah, però, purtroppo non si ricorda più di lei a causa della malattia. A dimostrare che Abdullah non si è mai dimenticato della sorellina in tutti quegli anni è il ritrovamento di un barattolo nel quale Pari, quando era piccola, custodiva la sua collezione di piume. La sorella non si ricorda del barattolo, ma sa che lì è contenuta l'immensa sofferenza provata dal fratello nel momento della separazione e dunque si ritiene fortunata, poiché si è potuta permettere il lusso di dimenticare, Abdullah no.

## Personaggi
- Abdullah: il ragazzino con cui si apre il racconto. Appare anche nell'ultima parte, anziano ed emigrato negli USA.
- Pari: sorella minore di Abdullah. Verrà adottata da piccola, all'inizio della storia, dai coniugi Wahdati, e scoprirà man mano le sue radici.
- Sabur: padre di Abdullah e Pari, dopo la morte della prima moglie si è risposato.
- Parwana: protagonista nel terzo capitolo. Seconda moglie di Sabur, dal quale ha avuto un figlio: Iqbal.
- Iqbal: figlio di Parwana, e fratellastro di Abdullah e Pari.
- Masuma: sorella di Parwana.
- Zio Nabi: fratello di Parwana. Lavora a Kabul per Nila Wahdati e per suo marito. Ideatore dell'adozione di Pari. Protagonista nel quarto capitolo.
- Idris: figlio del vicino di casa dei signori Wahdati. Protagonista nel quinto capitolo.
- Timur: cugino di Idris.
- Amra Ademovic: infermiera in un ospedale di Kabul.
- Roshi: è una ragazzina che ha subito un grave incidente, alla quale l'infermiera Amra Ademovic è molto affezionata.
- Suleiman Wahdati : di buona famiglia sposa Nila molto più giovane di lui. È il datore di Nabi e ne è, segretamente, innamorato.
- Nila: moglie del signor Wahdati. È la madre co-protagonista nel sesto capitolo.
- Colette: amica di Pari.
- Eric: marito di Pari.
- Isabelle: figlia maggiore di Pari ed Eric.
- Alain: secondo figlio di Pari.
- Thierry: terzo ed ultimo figlio di Pari.
- Julien: compare nel sesto capitolo, è il compagno francese di Nila Wahdati, e successivamente quello di Pari per un breve periodo.
- Adel: protagonista nel settimo capitolo, incontrerà il figlio di Iqbal, Gholam.
- Markos: medico volontario a Kabul. Protagonista nell'ottavo capitolo.
- Odie: madre di Markos.
- Madaline: vecchia amica di Odie, si vergogna di sua figlia Thalia, che per colpa di un incidente, non può più mostrare il suo viso
- Thalia: figlia di Madaline, ha subito un grave incidente da bambina, si legherà molto a Markos.
- Pari: figlia di Abdullah, porta il nome di sua zia, cioè la sorella di Abdullah. È la protagonista nell'ultimo capitolo e anello della ricongiunzione famigliare.

## Edizioni
- Khaled Hosseini, E l'eco rispose, traduzione di Isabella Vaj, Edizioni Piemme, 21 giugno 2013,  pp. 462[1], ISBN 978-88-566-3355-9.

- Khaled Hosseini, E l'eco rispose, traduzione di Isabella Vaj, Piemme, 2014,  p. 456, ISBN 9788856639513.

- Khaled Hosseini, E l'eco rispose, traduzione di Isabella Vaj, Pickwick, Piemme, 2014,  p. 455, ISBN 9788866216254.

- Khaled Hosseini, E l'eco rispose, traduzione di Isabella Vaj, Pickwick, Piemme, 27 ottobre 2015,  pp. 455, ISBN 9788868367923.

- Khaled Hosseini, E l'eco rispose, traduzione di Isabella Vaj, I miti, Piemme, 17 luglio 2018,  p. 480, ISBN 9788856667127.